# Куасо ал Пјано (Варезе)
Куасо ал Пјано је насеље у Италији у округу Варезе, региону Ломбардија.
Према процени из 2011. у насељу је живело 1727 становника. Насеље се налази на надморској висини од 321 м.